# Epictia signata
Epictia signata — вид змій родини струнких сліпунів (Leptotyphlopidae). Мешкає в Південній Америці.

## Поширення і екологія
Epictia signata мешкають на сході Колумбії та у Венесуелі (Амасонас, Болівар). Вони живуть у вологих рівнинних тропічних лісах Амазонії.